# Matej
Matej je moško osebno ime.

## Izvor in pomen imena
Ime Matej ali Matevž izhaja iz latinskega imena Mathaeus, to pa enako kot Mathias prek grških oblik Ματθαιoς (Matthaios) odnosno Ματθιας (Matthias) iz hebrejske imena Mattithyahu. To pa je zloženo iz hebrejskih besed matt »dan, dar« in jah »bog«, torej ima pomen »dan od boga«(darilo Jahve). Pomeni poslan od Boga ali božji dar. Ime Matej je torej po pomenu in sestavi sorodno imenom Bogdan, Božidar, Doroteja, Jonatan.

## Slovenske različice
- moške različice imena: Mataj, Mate, Matejko, Mateša, Matevž, Matija, Matjaž, Matko, Mato, Tevž, Tjaš
- ženske različice imena: Mateja

## Tujejezikovne različice imena
- pri Angležih: Matthew (skr. Matt)
- pri Armencih: Matevos, Madteos
- pri Dancih: Mathias, Mads
- pri Fincih: Matti, Mattias
- pri Francozih: Mathieu, Mathis
- pri Italijanih: Matteo, Mateo, Mattia, Mattio, Mirteo (ž. Mattea, Matea)
- pri Islandcih: Matthías
- pri Madžarih: Mátyás, Máté, Matéj
- pri Nemcih: Matthäus, Matthias, Mathis, (This - Švica)
- pri Nizozemcih, Flamcih: Mathijs, Matthias
- pri Hrvatih (in Srbih): Matija, Mato, Mate(j), Matko
- pri Poljakih: Maciej, Mateusz
- pri Rusih: Матвей (Matvej)
- pri Čehih: Matěj, Matouš
- pri Slovakih: Matej
- pri Romunih: Matei, Mateiu
- pri Švedih in Norvežanih: Mattias, Mats
- pri Špancih: Mateo
- pri Portugalcih: Matéo, Matio, Mateus

## Slavni nosilci imena
apostol Matej Evangelist - Kralj Matjaž (Matija Korvin)

## Izpeljanke priimkov
Iz imena Matej in njegovih različic so nastali priimki Mate, Matek, Matelič, Matevžič, Matič, Matko, Matjašič, Matej, Matejčič, Matejčevič itd.

## Izbor svetniških imen
V Sloveniji sta dve cerkvi sv. Matevža in ena sv. Mateja. V koledarju je Matej oz. Matevž po novi zavezi pisec po njem imenovanega evangelija, apostol in mučenec. God praznuje 21. septembra. Njegov simbol je angel.

## Imena krajev
Po cerkvi sv. Matevža, ki je prvič omenjena 1467, se imenuje naselje Šmatevž v občini Braslovče.

## Pogostost imena
- Leta 1994 je bilo v Sloveniji po podatkih iz knjige Leksikon imen Janeza Kebra 9797 nosilcev imena Matej. Izpeljanke iz imena Matej so bile uporabljene Matevž (1865), Matjaž (9475), Matija (3296), Tevž (34), Tjaž (29),in Mateja (10213).[3]
- Po podatkih Statističnega urada Republike Slovenije je bilo na dan 1. januarja 2012 v Sloveniji število moških oseb z imenom Matej: 11.831. Med vsemi moškimi imeni pa je ime Matej po pogostosti uporabe uvrščeno na 12. mesto.[4]

## Zanimivosti
Matevž se pojavlja v dveh ljudskih vremenskih pregovorih:
- Če je sv. Matevž vedren, prijetna bo jesen
- Kakor je vreme na Jožefovo, bo do sv. Matevža, in kakor je na sv. Matevža, bo na sv. Jožefa